# Wilhelm Pleydenwurff

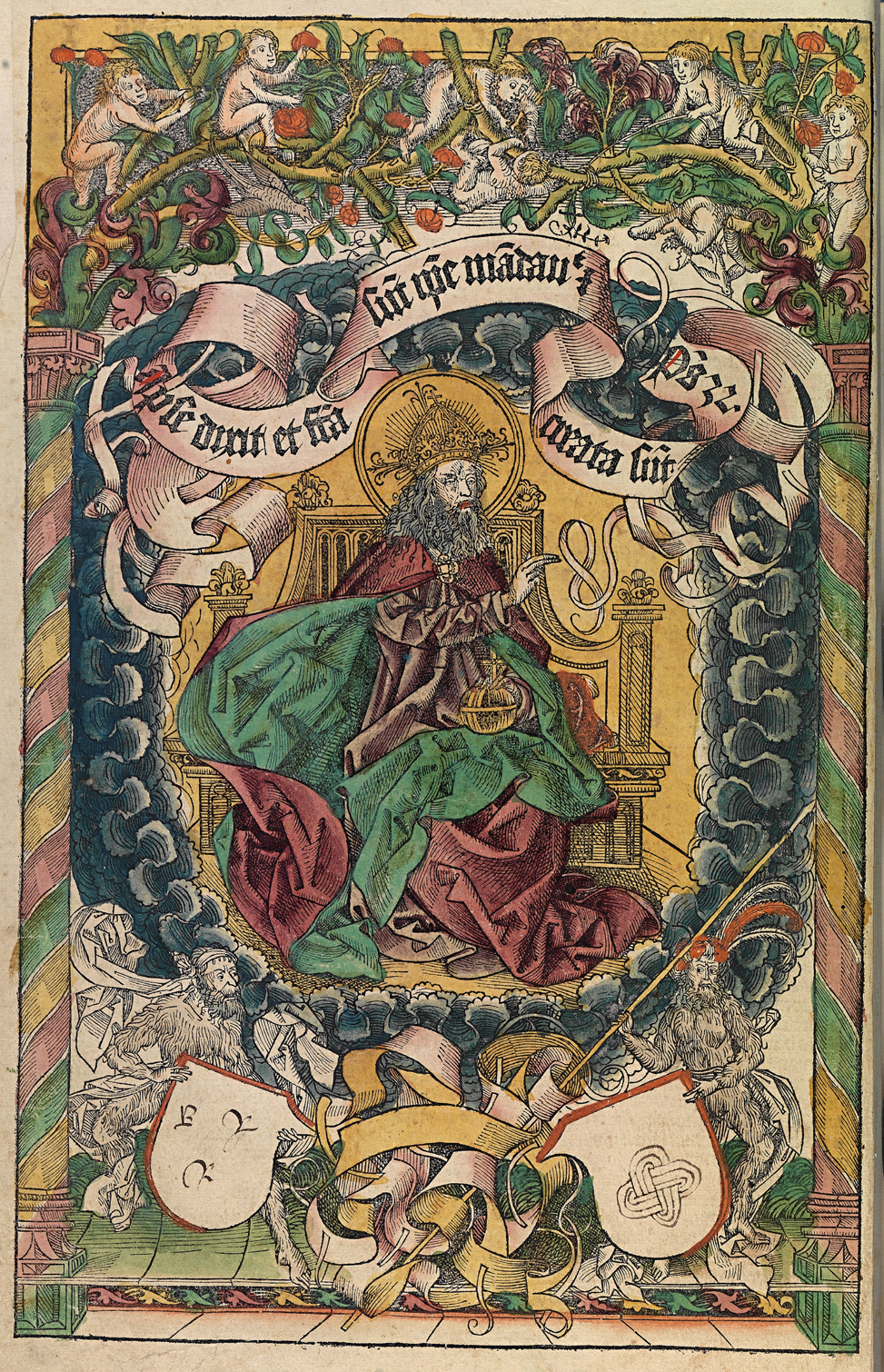
Dios creando el mundo, de las Crónicas de Núremberg (1493), obra de Hartmann Schedel, editado por Anton Koberger e lustrado por Michael Wolgemut y Wilhelm Pleydenwurff

Wilhelm Pleydenwurff (Núremberg, 1460–ibidem, 1494) fue un pintor, escultor y grabador alemán. 

## Biografía
Hijo del también pintor Hans Pleydenwurff, se formó en el taller de su padre. A su muerte en 1472, uno de sus discípulos, Michael Wolgemut, se casó con Barbara, su viuda, con lo que se convirtió en su padrastro. Wilhelm trabajó un tiempo como su asistente, hasta que se convirtieron en socios. Entre sus obras destacan las ilustraciones para las Crónicas de Núremberg (1493), obra de Hartmann Schedel, un libro incunable editado por Anton Koberger e ilustrado con 1804 xilografías, en coautoría con su padrastro.